# Pour Habit
I Pour Habit sono una band di genere Melodic hardcore punk proveniente da Compton, California. Attualmente sono sotto contratto con la Fat Wreck Chords, con cui hanno inciso il loro primo album, Suiticide.

## Formazione

### Formazione attuale
- Chuck Green - voce
- Shaun Nix - chitarra
- Eric Walsh - chitarra
- Steve Williams - basso
- Colin Walsh - batteria

## Discografia

### Album
- 2009 - Suiticide (Fat Wreck Chords)
- 2011 - Got Your Back (Fat Wreck Chords)